# シェイラ・アームストロング
シェイラ・アームストロング（Sheila Armstrong、1942年8月13日 - ）は、イギリスのソプラノ歌手。
ノーサンバーランドのアッシントン出身。ロンドン王立音楽院で学び、1965年にキャスリーン・フェリアー賞を得た。同年、サドラーズ・ウェルズ劇場でオペラ歌手としてデビューを飾り、その翌年からコヴェントガーデン王立歌劇場にも出演するようになった。1993年に演奏活動から引退。
1996年から2012年までキャスリーン・フェリアー協会の会長を務めた。

## 註
1. ↑  “Dr. Sheila Armstrong President of the Kathleen Ferrier Society 1996 - 2012”. 2014年10月22日時点のオリジナルよりアーカイブ。2014年10月22日閲覧。

| スタブアイコン | サブスタブ | この項目は、まだ閲覧者の調べものの参照としては役立たない、歌手に関連した書きかけの項目です。この項目を加筆・訂正などしてくださる協力者を求めています（P:音楽/PJ:芸能人）。 |